# دم‌چلچله‌ای ببری غربی
دم‌چلچله‌ای ببری غربی (نام علمی: Papilio rutulus)، یک پروانه دم‌چلچله‌ای وابسته به خانواده دم‌چلچله‌ای (Papilionidae) است. این گونه نخستین بار توسط هیپولیت لوکاس در سال ۱۸۵۲ توصیف شد.
مانند دیگر دم‌چلچله‌های ببری، دم‌چلچله‌ای ببری غربی در گذشته در سردهٔ Pterourus طبقه‌بندی می‌شد، اما در طبقه‌بندی‌های نوین همه در قرار دادن آنها در Papilio موافق هستند.
این پروانه‌ها اغلب در پارک‌ها و باغ‌های شهری و همچنین در جنگل‌های روستایی و مناطق ساحلی دیده می‌شوند.

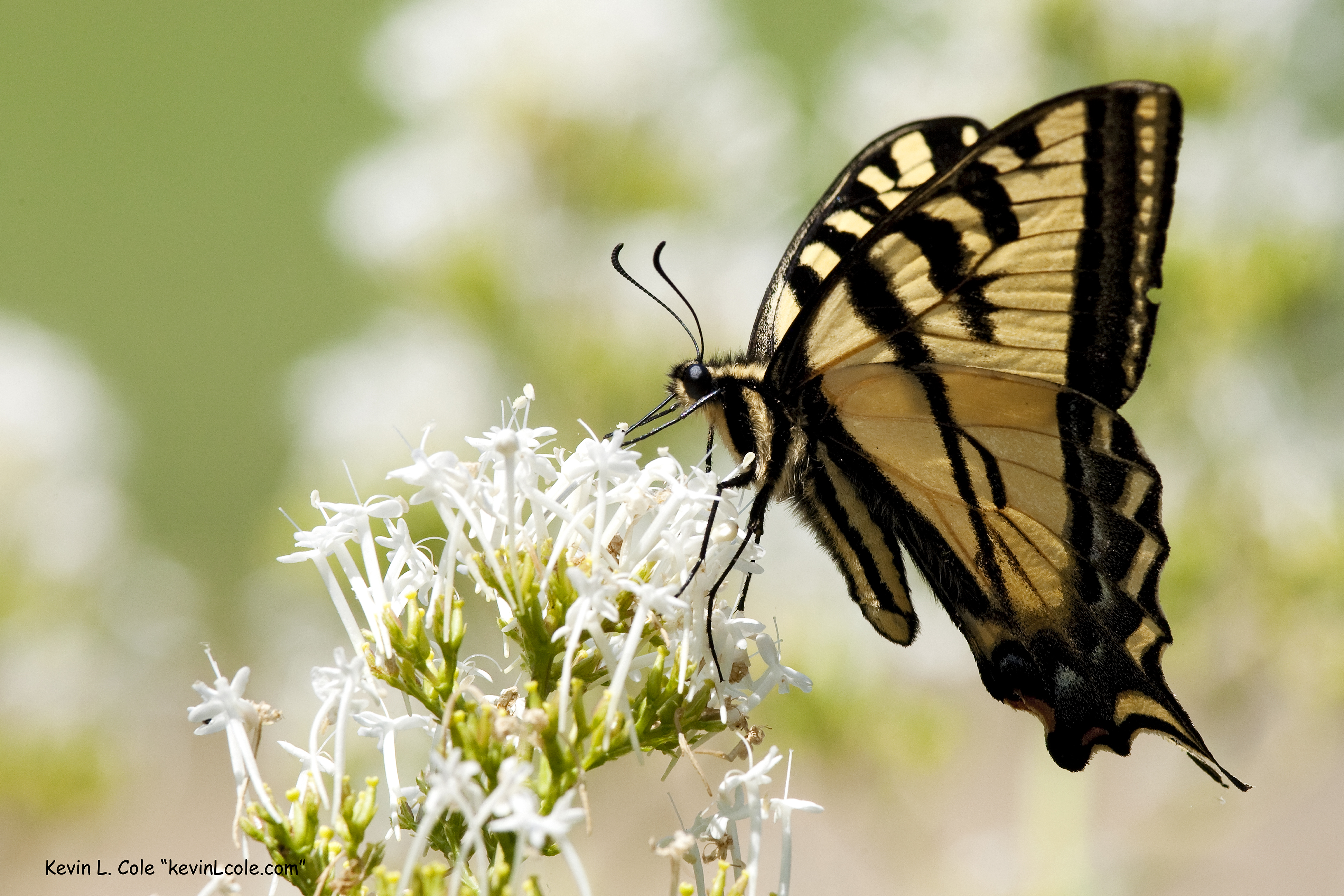
P. rutulus. نمای کناری